# دایانا داگلاس
دایانا داگلاس (انگلیسی: Diana Douglas; ۲۲ ژانویهٔ ۱۹۲۳ – ۳ ژوئیهٔ ۲۰۱۵) یک هنرپیشه و مدل اهل ایالات متحده آمریکا بود. او اولین همسر کرک داگلاس هنرپیشه هالیوود و مادر مایکل داگلاس است و در کنار هر دو آنها در فیلم سینمایی It Runs in the Family بازی کرد.
خانم داگلاس در ده‌ها فیلم و شوی تلویزیونی (از جمله Planes, Trains and Automobiles, ER and The West Wing) ظاهر شد.
او در فیلم خصلت خانوادگی و آرواره‌های شیطان بازی کرده‌است.

## پیشینه
دایانا لاو دیل در برمودا متولد شد و در آکادمی آمریکایی هنرهای دراماتیک در نیویورک تحصیل کرد و همان‌جا با کرک داگلاس آشنا شد. او هنرپیشگی را با کمپانی وارنر برادرز آغاز کرد و در سال ۱۹۴۳ عکس او به عنوان مدل روی جلد مجله لایف چاپ شد.
او و کرک داگلاس در سال ۱۹۴۳ ازدواج کردند و دو پسر - مایکل و جوئل - حاصل این ازدواج بودند.
این زوج در سال ۱۹۵۱ از هم جدا شدند اما دوستی شان را حفظ کردند و در کنار مایکل داگلاس و نوه خود در فیلم «خصلت خانوادگی» دربارهٔ یک خانواده ناهنجار بازی کردند.
خانم داگلاس در سال ۱۹۵۶ با بیل دارید ازدواج کرد و آنها تا زمان مرگ آقای دارید در سال ۱۹۹۲ با هم زندگی کردند. او در سال ۲۰۰۲ با آقای وبستر ازدواج کرد.
دایانا داگلاس در سن ۹۲ سالگی در اثر عوارض ناشی از سرطان در سرای بازنشستگان در شهر لس آنجلس کالیفرنیا درگذشت.